# Pidliskî, Hoșcea
Pidliskî (în ucraineană Підліски) este un sat în comuna Babîn din raionul Hoșcea, regiunea Rivne, Ucraina.

## Demografie
Componența lingvistică a localității Pidliskî
     Ucraineană (98,93%)
     Alte limbi (1,07%)
Conform recensământului din 2001, majoritatea populației localității Pidliskî era vorbitoare de ucraineană (98,93%), existând în minoritate și vorbitori de alte limbi.